# Amadoriho přesmyk
Amadoriho přesmyk je kysele nebo zásaditě katalyzovaná přesmyková reakce N-glykosidů aldóz, nebo glykosylaminů, za vzniku 1-amino-1-deoxy-ketóz. Reakce je významnou součástí chemie sacharidů, například při glykování hemoglobinu.
Před samotným přesmykem se obvykle vytvoří α-hydroxyimin kondenzací aminu a aldózy. Přesmyk poté, jako vnitromolekulární redoxní reakce, přemění α-hydroxyimin na α-ketoamin:
Tvorba iminu je zpravidla vratná, ale po vzniku ketoaminu je navázání aminové skupiny nevratné. Takto vzniklá látka, nazývaná Amadoriho produkt, může být dále oxidována.

## Chemie potravin
Amadoriho přesmyk souvisí s Maillardovými reakcemi, ve kterých jsou reaktanty sacharidy a aminokyseliny. V jedné studii byly zkoumány Amadoriho přesmyky při reakcích zoxidovaného dextranu s želatinou.

## Historie
Tento druh přesmyku objevil organický chemik Mario Amadori v roce 1925 při zkoumání Maillardovy reakce.